# Kalamotó
Kalamotó är en ort i Grekland.   Den ligger i prefekturen Nomós Thessaloníkis och regionen Mellersta Makedonien, i den nordöstra delen av landet, 290 km norr om huvudstaden Aten. Kalamotó ligger 216 meter över havet och antalet invånare är 871.
Terrängen runt Kalamotó är kuperad västerut, men österut är den platt.Runt Kalamotó är det glesbefolkat, med 19 invånare per kvadratkilometer. Närmaste större samhälle är Galátista, 12,5 km sydväst om Kalamotó. Trakten runt Kalamotó består till största delen av jordbruksmark.